# Острова Риф
Острова Риф (англ. Reef Islands) — группа из 16 островов в северо-западной части провинции Темоту Соломоновых Островов. Также известны, как острова Своллоу (англ. Swallow Islands) и острова Матема (англ. Matema Islands). Иногда их включают в состав островов Санта-Крус.

## География

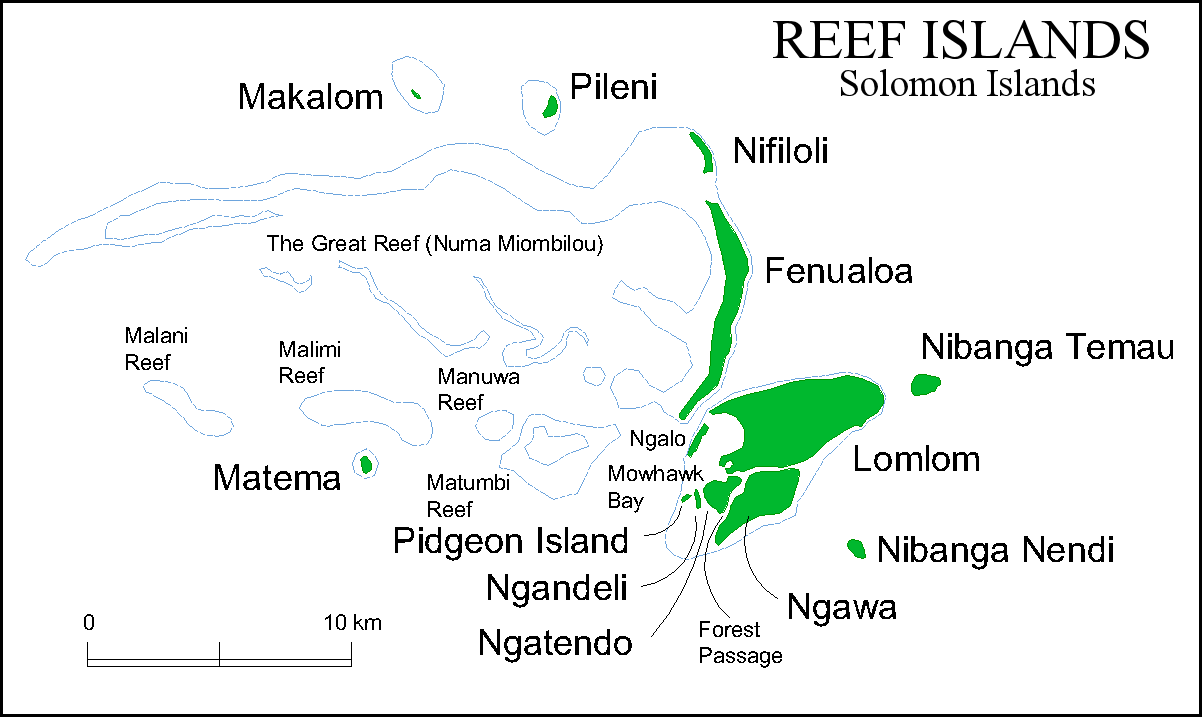
Карта Островов Риф, за исключением островов Нукапу и Нупани, которые лежат к северо-западу от основной группы.

Острова лежат в 80 км к северу от Нендо, наибольшего из островов Санта-Крус.
Группа содержит следующие острова:
- Ломлом
- Нифилоли
- Фенуалоа
- Нгало
- Нгава
- Нгадели
- Гримбанга-Темоэ
- Гримбанга-Нендэ
- Матема
- Нгатендо
- Пиджин

«Большой Риф» (Numa Miombilou) — большое мелководье, длинной около 25 км к западу от Нифилоли, в 10 км к югу от него расположено 4 небольших коралловых рифа:
- Малани
- Малим
- Манува
- Матумби

Внешние острова, отделенные от основной группы:
- Налонго и Нупани
- Нукапу
- Макалом
- Пилени
- Отмель Паттесона

Площадь суши — 29 км².

## Население
Большинство населения говорят на языке аиво, одном из рифско-санта-крусских языков, отдельной ветви в составе океанийских языков. На островах Пилени, Матема, Нупани и Нупаки говорят на полинезийском языке пилени. Полинезийцы верят, что они потомки людей с Островов Тувалу.